# Chéraga
Chéraga (în arabă شراقة) este o comună din provincia Alger, Algeria.
Populația comunei este de 80.824 locuitori (2008).